# Sterowanie ogólne
Sterowanie ogólne to jedna z form oddziaływania (zob. sterowanie) pilota wiropłatów np. śmigłowca czy wiatrakowca podczas lotu.
Sterowanie ogólne odbywa się przy użyciu dźwigni skoku ogólnego i mocy (zob. ruch postępowy w pionie).
Za pomocą dźwigni skoku ogólnego i mocy pilot zmienia kąt natarcia wszystkich łopat jednocześnie. Powoduje to wzrost (lub spadek) siły nośnej na wirniku głównym. Wraz z tym zmienia się zapotrzebowanie na moc i aby prędkość obrotowa wirnika głównego nie uległa zmianie w czasie sterowania ogólnego automatyka reguluje moc przekazywaną z zespołu napędowego śmigłowca na wirnik główny. Stąd też nazwa "dźwignia skoku ogólnego i mocy". 
W śmigłowcu jednowirnikowym efektem zmian skoku ogólnego jest zmiana momentu reakcyjnego (śmigłowiec ma tendencję do obrotu przeciwnie do kierunku obrotu wirnika głównego). Aby temu zapobiegać pilot śmigłowca dokonuje korekty pedałami orczyka, zasterowując śmigłem ogonowym.
Pilot śmigłowca wykorzystuje sterowanie we wszystkich fazach lotu oprócz lotu ustalonego. tj. podczas startu, wznoszenia i zniżania oraz lotu autorotacyjnego.
W razie awarii napędu (bezpośrednio po utracie mocy silnika(ów), pilot sterowaniem ogólnym zmienia ustawienie łopat wirnika głównego, zmniejszając skok ogólny (czasem do minimum), aby zapobiec utracie energii przez wirnik główny i zachować jego właściwą prędkość obrotową.